# Proteus (bacterie)
Proteus is een gram-negatief proteobacteriegeslacht. Het geslacht omvat verschillende pathogenen die verantwoordelijk zijn voor urineweginfecties bij de mens. Proteus-soorten kunnen geen lactose fermenteren, zijn oxidasenegatief en ureasepositief.

## Klinische betekenis
Proteus (en Proteae in het algemeen) komen uitgebreid voor als commensalen bij mens en dier en in hun omgeving, in rioolwater, in grond op tuingroenten en vooral op plaatsen waar dierlijk eiwit tot ontbinding overgaat.
Ze worden ook bij infecties van urinewegen en wonden gevonden. Vaak worden deze infecties door Proteus uit eigen fecale flora veroorzaakt.
Van de Proteus-soorten wordt Proteus mirabilis het meest uit klinisch materiaal geïsoleerd, maar ook uit feces van gezonde personen.
Als ziekteverwekker komt deze bacteriesoort ook voor in combinatie met pusverwekkende kokken bij een oorontsteking, in wonden bij chronisch zieken, in ulcera cruris en bij decubitus. Langdurig zieken die gekatheteriseerd worden of met andere instrumenten aan de urinewegen worden behandeld, krijgen gemakkelijk een urineweginfectie met een van de Proteus-soorten als verwekker. Ook bij mensen met een aangeboren anatomische afwijking aan of een steen ergens in de urinewegen komen bij urineweginfecties overwegend Proteus-soorten in de urine voor. Hierin aanwezig zetten ze snel het ureum om in ammoniak, waardoor een alkalisch milieu ontstaat. Dit kan schadelijk zijn voor de niercellen en bevordert ook de vorming van stenen die uit een biochemisch complex materiaal bestaan, namelijk struviet. In de stenen kunnen Proteus-bacteriën ondanks therapie overleven, wat aanleiding geeft tot chronische urineweginfecties.

## Pathogenese
Drie soorten — Proteus vulgaris, Proteus mirabilis en Proteus penneri — zijn opportunistische pathogenen voor de mens.

## Zwermen
P. mirabilis is bekend bij microbiologen als de soort die een bull's-eye-patroon vormt op agarplaten. De aanwezigheid van meerdere flagellen geeft P. mirabilis de mogelijkheid zich zeer snel voor te bewegen, zelfs op stoffen als agar. De zwermende variant van de cellen wordt zelden gevonden in het urinestelsel.